# Ella and Louis
Ella and Louis (укр. Елла і Луї) — студійний альбом американської джазової співачки Елли Фіцджеральд і трубача Луї Армстронга, випущений на лейблі Verve Records у 1956 році. Наступного року вийшло продовження альбому Ella and Louis Again.

## Список композицій
| #   | Назва                               | Автор слів        | Автор музики   | Тривалість |
| --- | ----------------------------------- | ----------------- | -------------- | ---------- |
| 1.  | «Can’t We Be Friends?»              | Джеймс Пол        | Кей Свіфт      | 3:45       |
| 2.  | «Isn’t This a Lovely Day?»          | Ірвінг Берлін     |                | 6:14       |
| 3.  | «Moonlight in Vermont»              | Джон Блекбурн     | Карл Суессдорф | 3:40       |
| 4.  | «They Can’t Take That Away from Me» | Айра Гершвін      | Джордж Гершвін | 4:36       |
| 5.  | «Under a Blanket of Blue»           | Джеррі Лівінгстон |                | 4:16       |
| 6.  | «Tenderly»                          | Вальтер Гросс     | Джек Лоуренс   | 5:05       |
| 7.  | «A Foggy Day»                       | Айра Гершвін      | Джордж Гершвін | 4:31       |
| 8.  | «Stars Fell on Alabama»             | Мітчелл Періш     | Франк Перкінс  | 3:32       |
| 9.  | «Cheek to Cheek»                    | Ірвінг Берлін     |                | 5:52       |
| 10. | «The Nearness of You»               | Хогі Кармайкл     | Нед Вашингтон  | 5:40       |
| 11. | «April in Paris»                    | Вернон Дюк        | Іп Харбург     | 6:33       |